# Am Rathaus (Salzmünde)

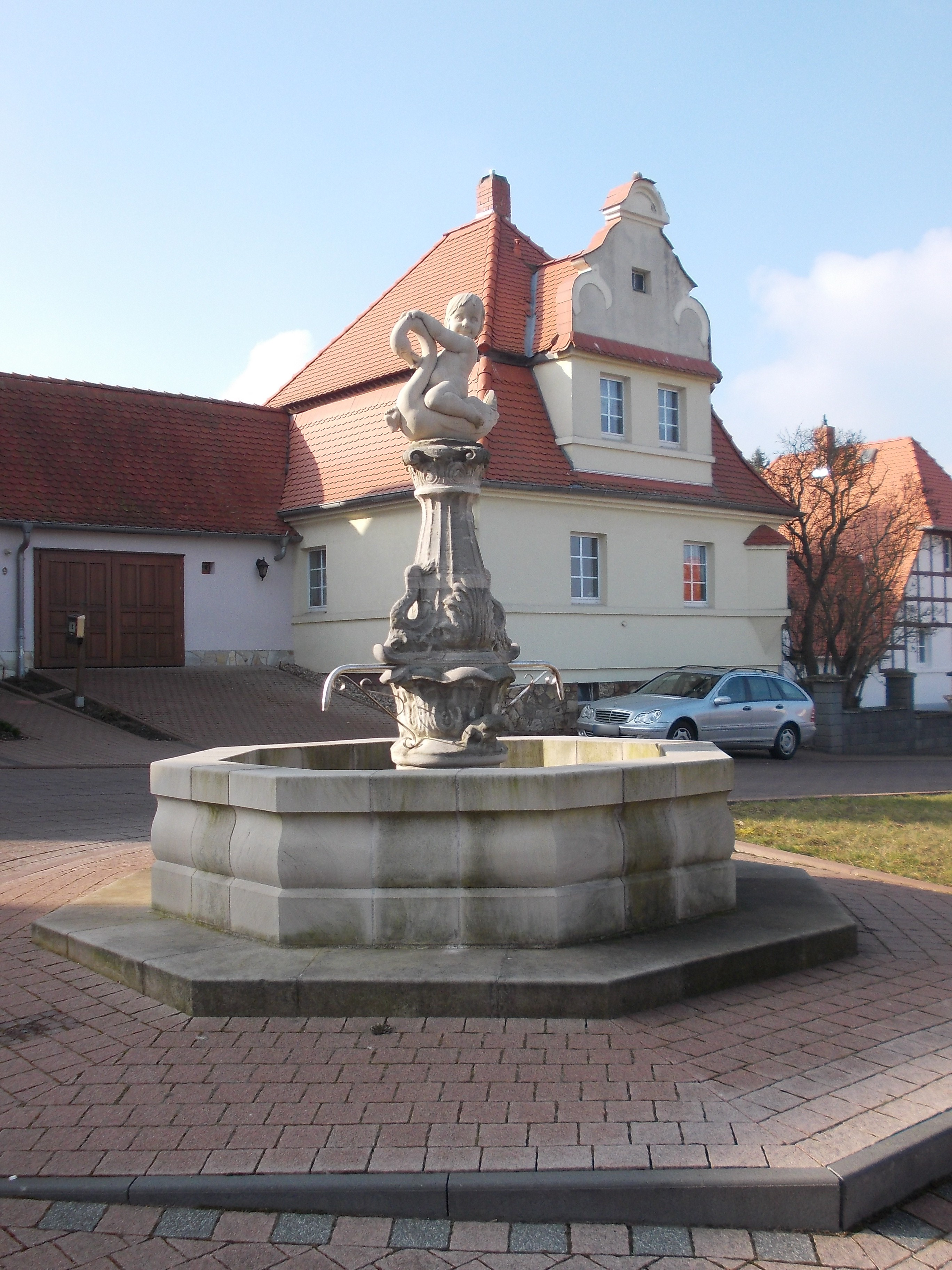
Salzmünder Brunnen Am Rathausplatz

An der Straße Am Rathaus in der Ortschaft Salzmünde der Gemeinde Salzatal in Sachsen-Anhalt befinden sich ein Denkmalbereich und ein Einzeldenkmal. Im örtlichen Denkmalverzeichnis ist der Denkmalbereich vermerkt.

## Denkmalbereich
Der Denkmalbereich Am Rathausplatz umfasst die Hausnummern 1, 2, 3, 4, 5, 6, 7, 8, 9, 10, 11, 12, 13, 14, 15, 16, 17, 18, 19, 20, 21, 22, 23, 24, 25, 26, 27, 28, 29, 30, 30a, 31, 32, 33, 34 und 35.

### Hausnummer 31
Das Rathaus mit der Hausnummer 31 gehört zum Denkmalbereich, steht aber auch gesondert unter Denkmalschutz.

## Sonstiges
Vor dem Rathaus liegt ein kleiner Straßenplatz mit einem Zierbrunnen. Der in den 1920er Jahren errichtete Brunnen wurde von 2009 bis 2010 restauriert. Auf der mittigen Brunnenstele ist ein Kind zu sehen, das auf einem Schwan sitzt und ihm seine Hand in den Schnabel schiebt. Die Skulptur stammt vom Bildhauer Oliver Matz aus Dresden.